# Evangelische Kirche in Köln
Die Evangelische Kirche hat in Köln seit 1802 das Recht, innerhalb der Stadt Gottesdienste zu feiern. Heute gehören zu ihr 39 Kirchengemeinden in vier Kirchenkreisen, die zur Evangelischen Kirche im Rheinland gehören. Nach dem Statistischen Jahrbuch der Stadt Köln bekannten sich 16,9 % der Stadtbevölkerung im Jahr 2009 zum evangelischen Glauben.

## Evangelische Kirche Köln

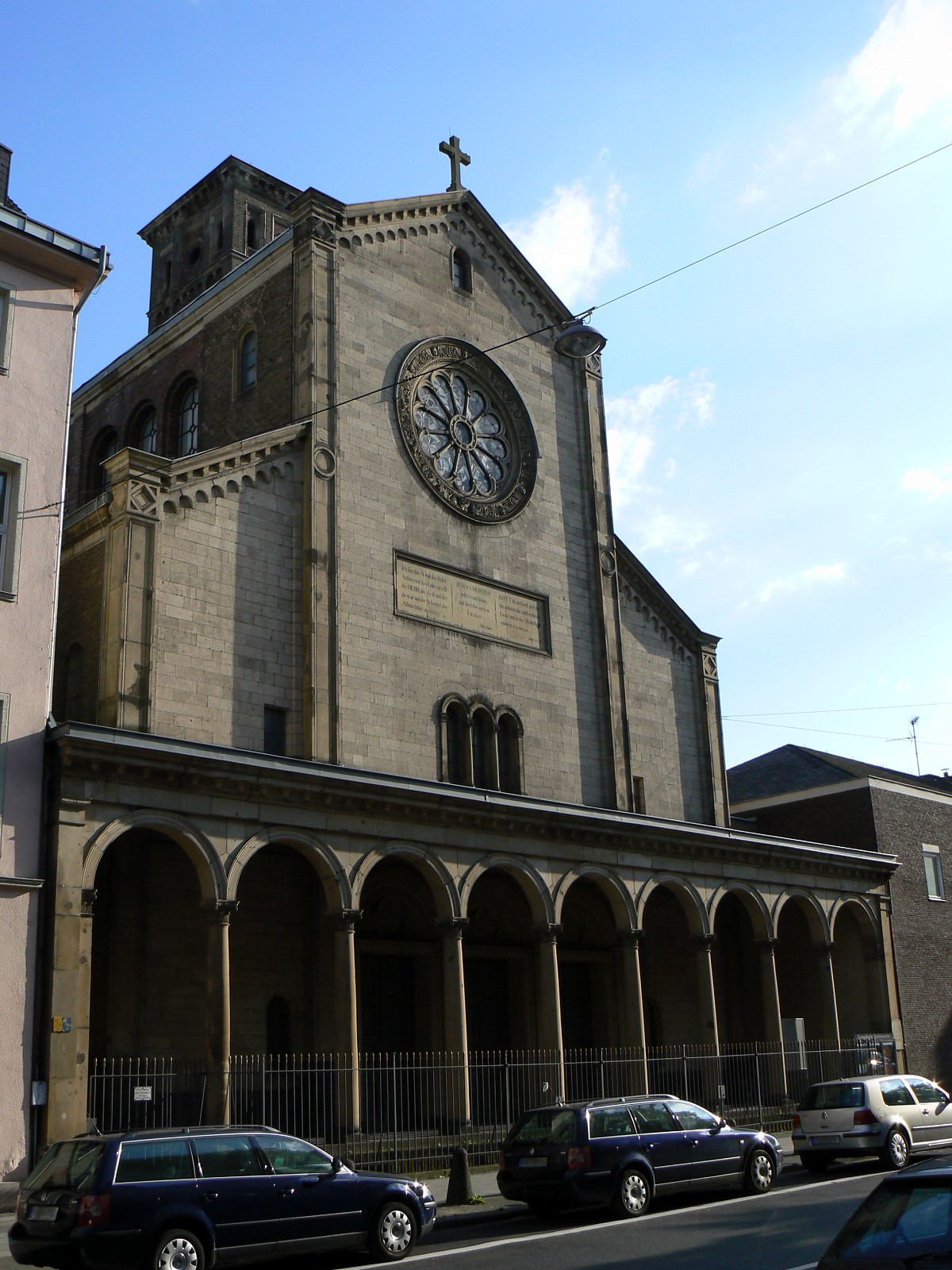
Trinitatiskirche Köln

Protestantische Bewegungen wurden innerhalb der Stadt Köln stark unterdrückt. 1520 wurden die Schriften Martin Luthers verbrannt. 1529 wurden Peter von Fliesteden und der bergische Prediger Adolf Clarenbach auf dem Gebiet des heutigen Melaten-Friedhofs wegen ihres evangelischen Glaubens hingerichtet. Auch die in Köln aktive Täufergemeinde konnte nur im Untergrund wirken. Eine Ausnahme bildete die Amtszeit des evangelisch orientierten Erzbischofs Hermann V. von Wied. So konnte beispielsweise Menno Simons zwischen 1544 und 1546 relativ frei in Köln wirken. Schon 1566 jedoch wurde der täuferische Lehrer Mathias Zerfaß denunziert, gefoltert und unter Anteilnahme vieler Zuschauer verbrannt. Das Märtyrerlied Etliche hatten Mitleiden erinnert noch heute an ihn. 1558 wurde der mennonitische Prediger Thomas von Imbroich gefoltert und enthauptet. Trotzdem kam es schon früh zu vier Gemeindegründungen, die später in der Evangelischen Gemeinde Köln zusammengefasst wurden: die niederländisch-reformierte (Konsistorialprotokolle ab 1571 erhalten), die französisch-reformierte (Namen einiger Prediger aus der Zeit von 1576 bis 1605 bekannt), die deutsch-reformierte (wohl ab 1572) und die deutsch-lutherische Gemeinde (nachweisbar ab 1575).
Teilweise wurden die Gemeindeglieder von Pfarrern aus Mülheim seelsorgerisch betreut. 1586–1587 war Philipp Nicolai im Geheimen evangelischer Pfarrer in Köln. Nur außerhalb des damaligen Stadtgebietes konnte es zu offiziellen evangelischen Gottesdiensten kommen. Der Rat der Stadt verwehrte den Protestanten ab dem Jahr 1583 sogar das Begräbnis innerhalb der Stadtmauern. Somit liegt auch die älteste evangelische Begräbnisstätte vor den Toren des damaligen Stadtgebiets: Nach dem Dreißigjährigen Krieg konnten die evangelischen Christen ihre Verstorbenen auf dem sogenannten Geusenfriedhof, etwa 1,5 Kilometer vor der Stadtmauer, also auf kurkölnischem Gebiet, bestatten. Dieser Friedhof wurde von Reformierten und Lutheranern gemeinschaftlich angekauft, genutzt und finanziert.
Selbst als Kaiser Joseph II. 1788 den Protestanten das Privileg einräumte, ein „eigenes Beth-, Schul- und Predigerhaus“ zu bauen, wurde dies durch die Kölner Katholiken verhindert.
Dies änderte sich erst mit dem Einmarsch der französischen Revolutionstruppen 1794.

## Evangelische Gemeinde Köln

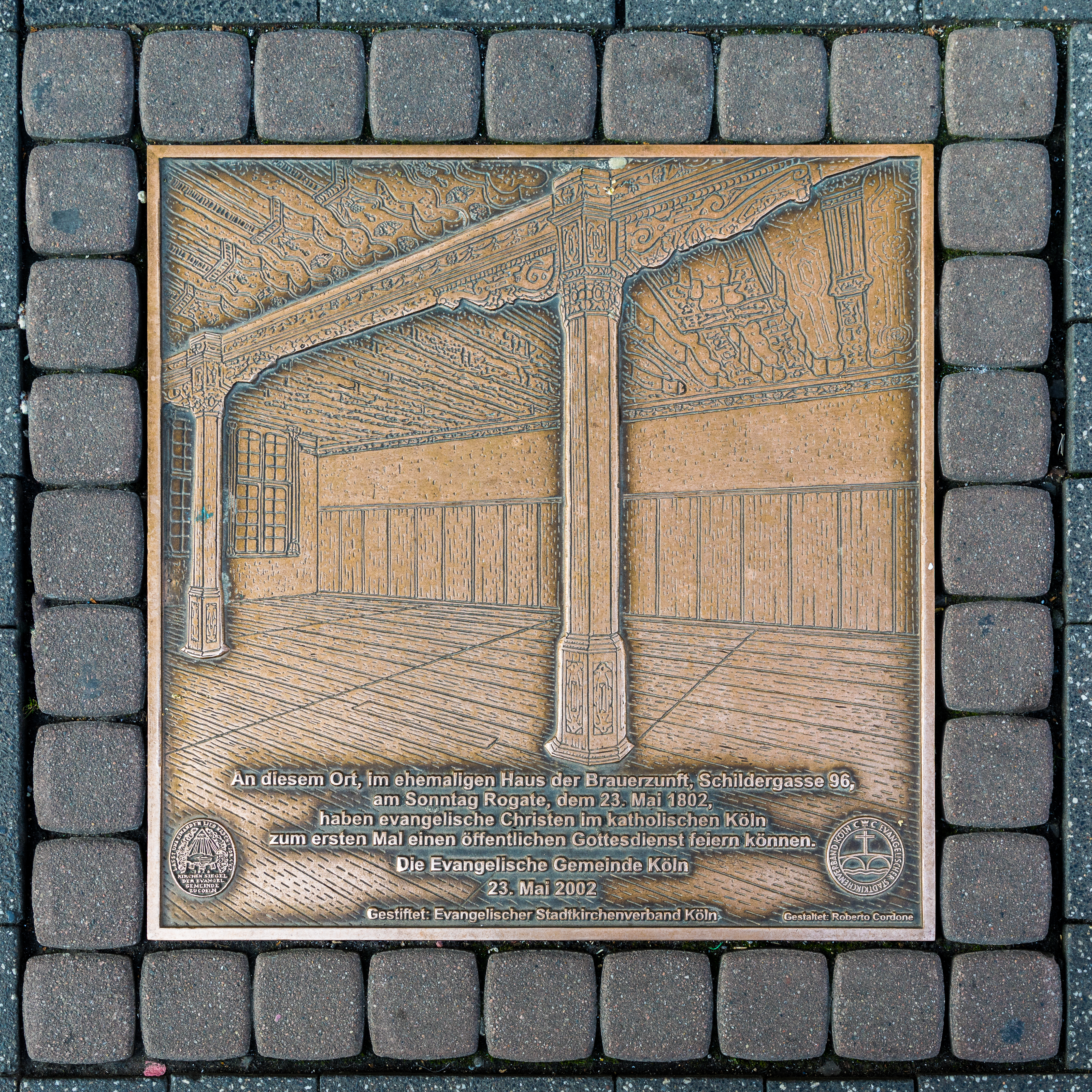
Gedenkplakette in der Schildergasse zum ersten offiziellen protestantischen Gottesdienst auf Kölner Stadtgebiet

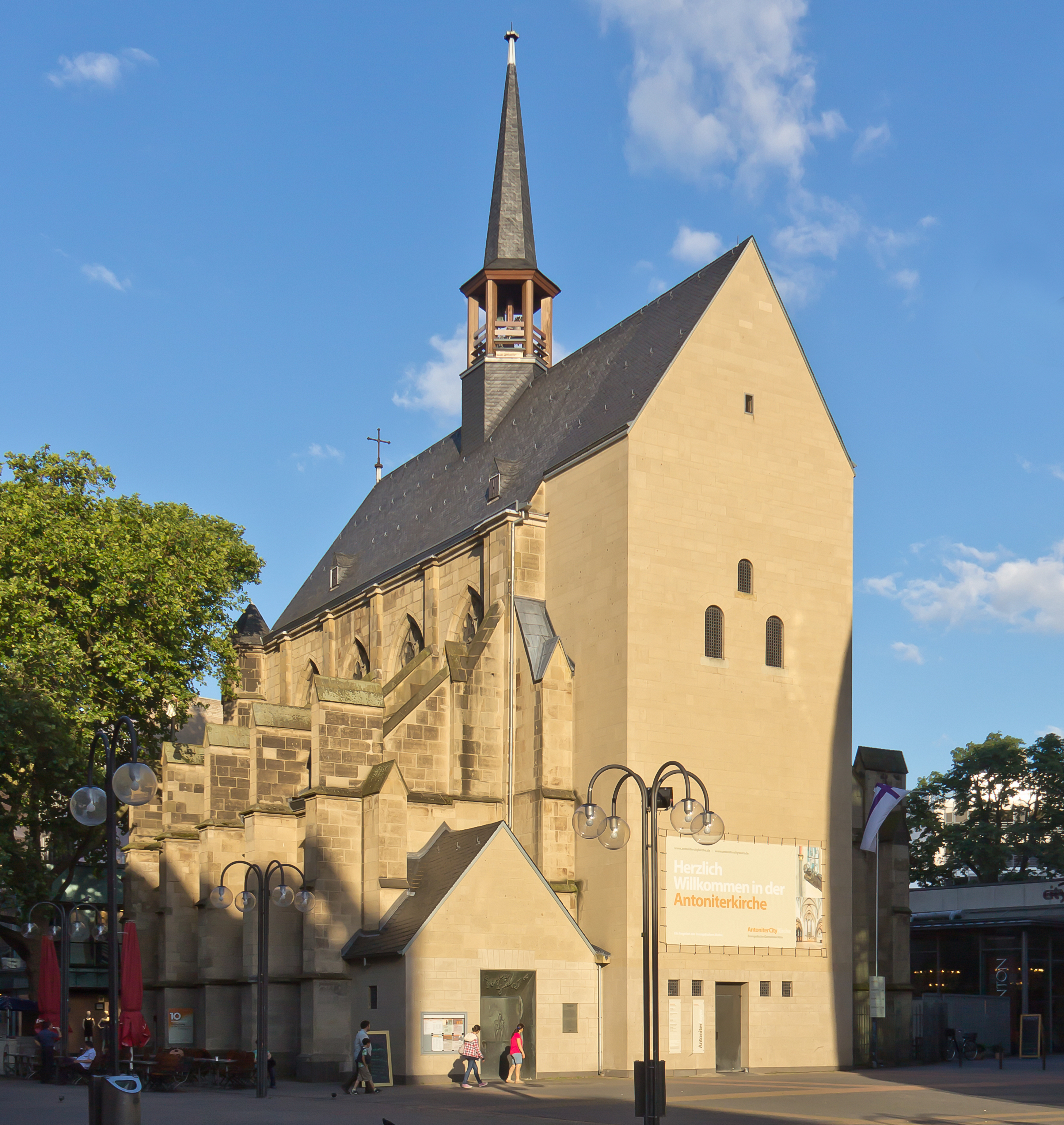
Antoniterkirche

Am 17. November 1797 erhielten die Protestanten das volle Bürgerrecht. In den „Organischen Artikeln“, die April 1802 in Kraft traten, wurde den Kölner Evangelischen – damals bestehend aus etwa 650 reformierten und 160 lutherischen Christen – das Recht zur freien Kulturausübung zugesprochen. Somit durften auch die Protestanten innerhalb der Stadtmauern Gottesdienste feiern.
Reformierte und lutherische Protestanten feierten am Sonntag Rogate, 23. Mai 1802, gemeinsam im Haus der Brauerzunft in der Schildergasse ihren ersten öffentlichen Gottesdienst in Köln. In der Folge wurde im Wechsel der Gottesdienst von lutherischen und reformierten Pfarrern gehalten – in Köln wurde somit trotz noch teilweise bis 1973 bestehender Differenzen die Kirchenunion bereits praktiziert, bevor sie im Gefolge von König Friedrich Wilhelm III. proklamiert wurde. Zudem strukturierte die Evangelische Gemeinde Köln mit der Kölner Kirchenordnung von 1825, die mit lutherischem, reformiertem und uniertem Siegel versehen ist, noch vor der Rheinischen Ordnung von 1835 ihr Kirchenleben und wirkte auch hier modellhaft für die ganze Evangelische Kirche im preußischen Herrschaftsbereich.
Erster gewählter lutherischer Pfarrer der Gemeinde war 1803 Christian Gottlieb Bruch, der Großvater des Komponisten Max Bruch, Friedrich Wilsing war erster reformierter Pfarrer. Von der französischen Stadtverwaltung erhielt die Evangelische Gemeinde die Antoniterkirche, die nach einigen Umbaumaßnahmen 1805 in evangelischen Dienst genommen werden konnte.
Nachdem Köln 1815 preußisch geworden war, gehörten die Gemeinden zur Evangelischen Kirche in Preußen beziehungsweise deren rheinischer Provinzialkirche. 1826 vereinigten sich die Kölner Gemeinden offiziell zur Evangelischen Gemeinde Köln, die Muttergemeinde der linksrheinischen Gemeinden auf Kölner Stadtgebiet, die ab der zweiten Hälfte des 19. Jahrhunderts selbständig wurden, also der Evangelischen Gemeinden Deutz (1857 eigenständig geworden), Ehrenfeld (1878), Nippes (1881), Lindenthal (1888) und Bayenthal (1898), die wiederum Muttergemeinden weiterer Gemeinden wurden. Die evangelischen Gemeinden im rechtsrheinischen Köln haben als ihre Muttergemeinde nicht die Gemeinde in Köln, sondern die in Mülheim. Hier, im Herzogtum Berg, durften die Evangelischen schon zu Beginn des 17. Jahrhunderts eigene Kirchen bauen. Allerdings wurde die lutherische Kirche in Mülheim schon zu Beginn des Dreißigjährigen Kriegs zerstört. Ein Neubau fiel dem großen Rheinhochwasser von 1784 zum Opfer. Dennoch ist die 1786 vollendete Mülheimer Friedenskirche die älteste evangelische Kirche auf heutigem Kölner Stadtgebiet.
Die folgenden Jahrzehnte sind geprägt von einem wachsenden Selbstbewusstsein der evangelischen Kölner. Aus einer ehemals unterdrückten Minderheit rekrutierte sich in Köln zunehmend die wirtschaftlich starke Oberschicht. Als die Evangelische Gemeinde Köln wuchs, wurde die Antoniterkirche zu klein, weshalb die Evangelische Gemeinde über einen Neubau nachdachte. Auch Friedrich Wilhelm IV. schaltete sich in die Debatte ein. Resultat war die 1860 eingeweihte Trinitatiskirche in der Nähe des Heumarkts. Diese ist eine repräsentative Kirche, die als protestantisches Gegenstück zu den großen romanischen Kirchen und dem kurz vor seiner Vollendung stehenden Dom geplant wurde. Diese ist heute als Kulturkirche in Nutzung des Evangelischen Kirchenverbands Köln und Region und keine Gemeindekirche mehr.
Als nächster Neubau folgte die Christuskirche 1894 im Zuge des Ausbaus der Kölner Neustadt um die Kölner Ringe, die unter anderem Predigtstätte von Carl Jatho war. Als fünfte evangelische Kirche wurde die Lutherkirche am Sonntag Rogate, 20. Mai, 1906 eingeweiht.
1913 wurde die Kreuzkirche in der Machabäerstraße eingeweiht, die heute als Jugendherberge dient.
1928 erhielt die Evangelische Gemeinde im Tausch mit St. Pantaleon das verfallene Gelände des ehemaligen Kartäuserklosters, wo dann unter anderem der „rote Pfarrer“ Georg Fritze wirkte. Das Presbyterium der Evangelischen Gemeinde Köln erlaubte hier im Jahr 1927 mit Ina Gschlössl erstmals einer Frau, ein Vikariat zu beginnen – wenngleich dies noch im gleichen Jahr wieder revidiert wurde.
1964 wurde das Jeremiahaus in der Mozartstraße 15 eingeweiht, das im Erdgeschoss einen großen Saal für Gottesdienste und Veranstaltungen beherbergte. Nach über vier Jahrzehnten des Bestehens wurde es am Totensonntag 2006 entwidmet und seitdem als gewöhnliches Wohnhaus weitergenutzt.
Keimzelle der Thomaskirche am Neusser Wall/Lentstraße ist ein Gemeindehaus mit anschließendem Pfarrhaus, das 1968 errichtet wurde. Die Kirche selbst wurde erst 1987 fertiggestellt.

## Abspaltung einer altlutherischen Gemeinde

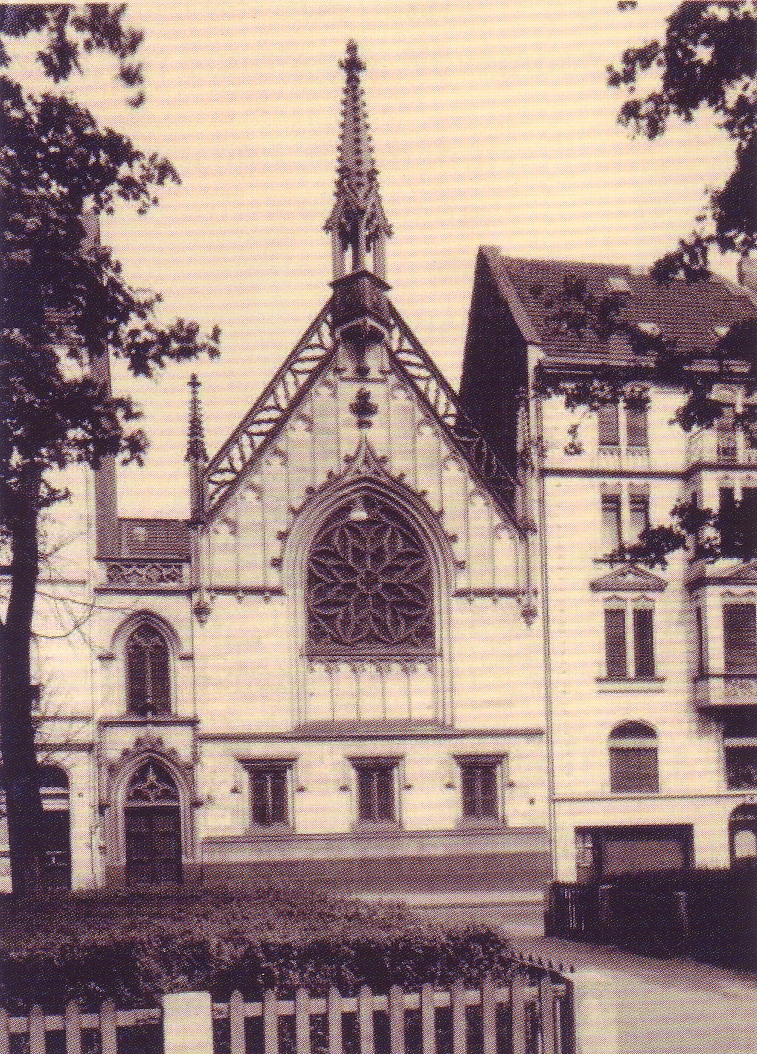
Die Altlutherische Kirche am Pantaleonswall 1900

Zur Mitte des 19. Jahrhunderts kam es zu einem verstärkten Zuzug lutherischer Kaufleute aus Süddeutschland nach Köln. Als der lutherische Kaufmann August Wilhelm Riemer aus Nürnberg sich 1841 in Köln niederließ, fand er keine eigene lutherische Gemeinde innerhalb des unierten evangelischen Kölns vor. Er und andere empfanden die Gottesdienste als zu sehr calvinistisch geprägt und mit einem anderen Abendmahlsverständnis als etwa in der lutherischen Kirche Frankens. So begannen Riemer und gleichgesinnte Gläubige lutherische Hausgottesdienste zu feiern. Schließlich bildete man mit Düsseldorfer Lutheranern eine Gemeinde, die am 8. August 1851 staatlich anerkannt wurde. Die Gemeinde schloss sich der Altlutherischen Kirche in Preußen an und konnte am 5. August 1900 am Pantaleonswall eine neugotische Kirche weihen. Diese wurde im Zweiten Weltkrieg bis auf die Grundmauern zerstört. Am 3. Advent 1952 konnte dort die neue St. Johannis-Kirche geweiht werden. Die Gemeinde gehört heute zur Selbständigen Evangelisch-Lutherischen Kirche.

## Expansion über die Evangelische Gemeinde Köln hinaus

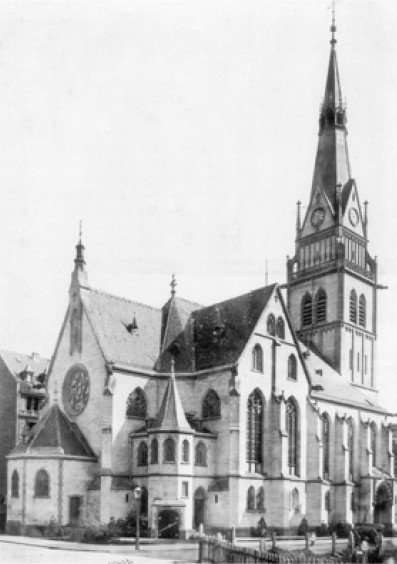
Christuskirche Köln im Jahr 1895

Mit dem Wachstum der Vororte und dem Bau der Neustadt ab 1880, als Köln mit Hermann Heinrich Becker erstmals einen protestantischen Bürgermeister hatte, wurden auch dort neue evangelische Kirchen errichtet. Als erster Neubau nach der allgemeinen Religionsfreiheit im Rechtsrheinischen entstand 1859 bis 1861 die St.-Johannes-Kirche im damals noch selbständigen Deutz. Es folgte: 1876 Friedenskirche (Ehrenfeld); 1880 Presbyterkirche (Kalk, nach Kriegszerstörung nicht wieder aufgebaut); 1889 Lutherkirche (Nippes); 1894 Christuskirche (Neustadt, 1200 Plätze); 1895 Lutherkirche (Mülheim, nach Kriegszerstörung als Notkirche errichtet); 1901 Evangelische Kirche in Lindenthal; 1905 Reformationskirche (Marienburg); 1906 Lutherkirche (Neustadt). Einher gingen Gemeinde-Neugründungen. Die Gemeinden auf dem heutigen Stadtgebiet Kölns sowie dem Umland leiten sich hierbei vor allem von zwei Muttergemeinden her: Einerseits von der Evangelischen Gemeinde Köln, aus der linksrheinisch die Evangelische Kirchengemeinde Ehrenfeld (1878), die Evangelische Kirchengemeinde Nippes (1881), die Evangelische Kirchengemeinde Lindenthal (1898) sowie die Evangelische Kirchengemeinde Bayenthal (1899) erwuchsen. Andererseits die Evangelische Kirchengemeinde Mülheim, die Muttergemeinde der rechtsrheinischen Gemeinden wurde. Aus ihr hervorgingen: die Evangelische Kirchengemeinde Bergisch Gladbach (1775), die Evangelische Kirchengemeinde Deutz/Poll (1857), die Evangelische Kirchengemeinde Kalk (1877), die Evangelische Kirchengemeinde Porz (1909), die Evangelische Kirchengemeinde Dellbrück-Holweide (1913), die Evangelische Kirchengemeinde Flittard/Stammheim (1957), die Evangelische Kirchengemeinde Dünnwald (1964), die Bodelschwingh Kirchengemeinde Höhenhaus (1968) und die Evangelische Kirchengemeinde Buchforst-Buchheim (1968). Aus diesen Kirchengemeinden gingen wiederum weitere Abspaltungen hervor. Eine eigene Geschichte haben die Kirchengemeinden Brühl (1855), Frechen (1568) Volberg (1564) und Delling (1672), aus denen wiederum einige Gemeindeneugründungen hervorgingen.
1923 erwarb die Evangelische Gemeinde Köln vom Staat das Gelände des ehemaligen Kartäuserklosters mit der Kartäuserkirche. Hier entstand das Haus der Evangelischen Kirche, ein evangelisches Verwaltungs- und Fortbildungszentrum für die Region Köln, der Sitz des heutigen Evangelischen Kirchenverbands Köln und Region. 2011 begann der Neubau für das Diakonische Werk Köln und Region, das aus der Brandenburger Straße hinter dem Kölner Hauptbahnhof in das Haus der Evangelischen Kirche umziehen wird.
Auch im diakonischen Bereich engagierten sich die evangelischen Christen Kölns. So gibt es bis heute zwei Krankenhäuser in evangelischer Trägerschaft sowie zahlreiche Kindergärten in sozialen Brennpunkten in Trägerschaft des Diakonischen Werks und zahlreiche Kitas und Familienzentren in Trägerschaft der Kirchengemeinden. Ebenso verschiedene Seniorenzentren in diakonischer wie Gemeinde-Trägerschaft. Die nach dem Zweiten Weltkrieg gegründete Diakonie Michaelshoven gehört zu den größten diakonischen Einrichtungen der Landeskirche.

### Die Evangelische Kirche in Köln zur Zeit des Nationalsozialismus
Wie die Mehrzahl der Protestanten Deutschlands begrüßte auch die Evangelische Gemeinde Köln (damals unter dem Namen „Alt-Köln“) die Nationalsozialisten. Nach den Kirchenwahlen von 1933 gaben im Presbyterium der Evangelischen Gemeinde Köln sowie in fast allen anderen Gemeinden im Kölner Raum die Deutschen Christen (DC) den Ton an. Ausnahmen waren lediglich die Gemeinden Mülheim, Köln-Kalk, Köln-Riehl und Köln-Nippes. Bereits am 30. April 1933 war der Kölner Gürzenich Veranstaltungsort einer Gautagung der Deutschen Christen. Gauleiter Kölns war Heinz Lauterbach. Schnell wurde die HJ-Uniform anerkannte Konfirmationstracht. Als Ausnahme agierte der Sozialist Pfarrer Georg Fritze, der zwar dafür eintrat, dass die Kirche sich an sich politisch neutral verhalten solle, selbst jedoch als SPD-Mitglied in der Öffentlichkeit auftrat und auch gegen nationalsozialistische Einmischung in Angelegenheiten der Kirche kämpfte. 1938 schließlich wurde er aus seinem Pfarramt an der Kartäuserkirche entfernt, weil er sich weigerte, einen Treueeid auf den „Führer“ zu leisten, den zwar nicht die Partei, wohl aber die Kirchenleitung verlangte. Es hat zwar länger gedauert, doch heute erinnert man sich gerne an den streitbaren Protestanten. An seiner Wirkungsstätte, der Kartäuserkirche Köln, wurde 1981 im Innenhof des Kreuzganges eine Gedenktafel angebracht, die an Fritze erinnert. Zudem befindet sich am Kölner Rathausturm unter anderem eine Skulptur von Georg Fritze, die von der Evangelischen Gemeinde Köln gestiftet wurde. In Erinnerung an den Pfarrer hat der Evangelische Kirchenkreis Köln-Mitte 1981 die „Pfarrer-Georg-Fritze-Gedächtnisgabe“ ins Leben gerufen, die seitdem alle zwei Jahre Menschen und Gruppen auszeichnet, die sich für die Opfer von Diktatur und Gewalt einsetzen. In Köln-Seeberg wurde eine Nebenstraße zur Karl-Marx-Allee Georg-Fritze-Weg getauft. – Eine weitere Ausnahme war Fritzes langjähriger Weggefährte und Freund Hans Encke, von 1925 bis 1966 Pfarrer an der Kreuzkirche in Köln-Riehl. Er war von 1934 bis 1946 Vertrauensmann der Kölner Bekenntnissynode und in dieser Zeit Mitglied des rheinischen Bruderrates und zeitweise Vertreter der Bekenntnissynode Rheinland auf Landes- (Preußen) und Reichsebene (Konferenz der Landesbruderräte). Hans Encke war vom 6.–11. November 1937 von der Gestapo inhaftiert.

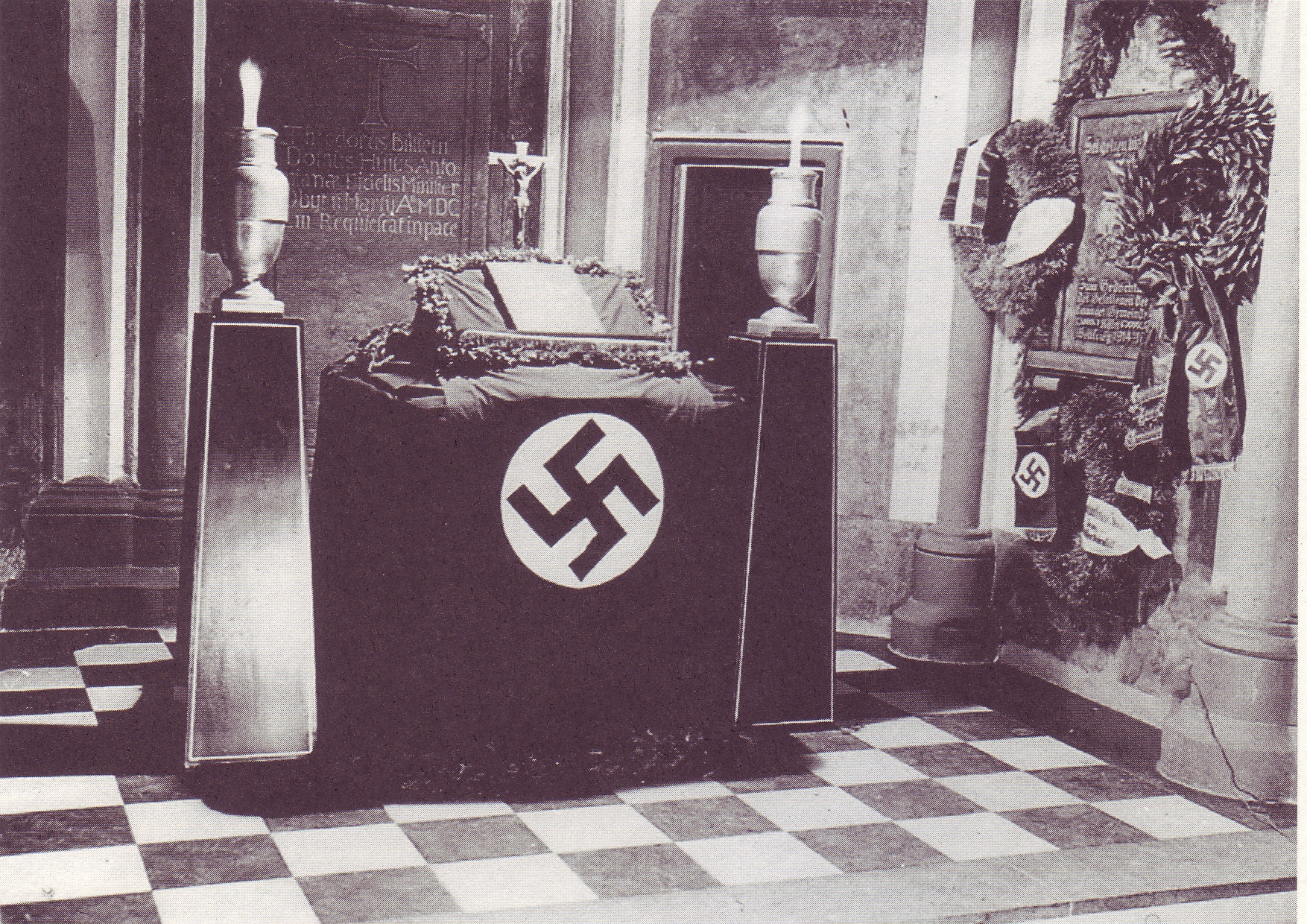
Das Seitenschiff der Antoniterkirche 1940

An der Antoniterkirche wurde während des Zweiten Weltkrieges der Altar im nördlichen Seitenschiff als Kriegesgedächtnisstätte hergerichtet und anstelle eines Antependiums eine große Hakenkreuzfahne über den Altar gehängt. An der Stelle dieses Altars befindet sich heute das Kunstwerk Der Schwebende von Ernst Barlach. In der Evangelischen Gemeinde Köln-Ehrenfeld war seit 1927 mit Ernst Flatow, der im Ersten Weltkrieg mit dem Eisernen Kreuz ausgezeichnet worden war, ein getaufter Jude, den ein intensives Bibelstudium zum Studium der evangelischen Theologie geführt hatte, als Vikar und schließlich als Hilfsprediger tätig. Seit 1928 war er evangelischer Seelsorger für die linksrheinischen Krankenhäuser der Stadt Köln. 1933 erfolgte seine Entlassung durch die Stadt, wogegen die evangelische Kirche nicht protestierte. Flatow ging schließlich nach Lobetahl bei Berlin, von wo aus er 1942 ins Warschauer Ghetto deportiert wurde, wo er noch im gleichen Jahr beim Bau der Ghettomauer starb. 2009 legte die Kirchengemeinde Ehrenfeld den Grundstein für ein neues Gemeindezentrum, das den Namen Ernst-Flatow-Haus trägt. In der Evangelischen Gemeinde Köln-Nippes war mit Julio Goslar seit 1914 ein getaufter Jude als Organist an der Lutherkirche tätig. Er wurde wegen seiner Herkunft 1936 durch das Presbyterium seines Amtes enthoben. Es gelang ihm, in den Untergrund zu gehen und 1945 sein Amt in der Gemeinde wieder aufzunehmen.

### Evangelischer Kirchenverband Köln und Region

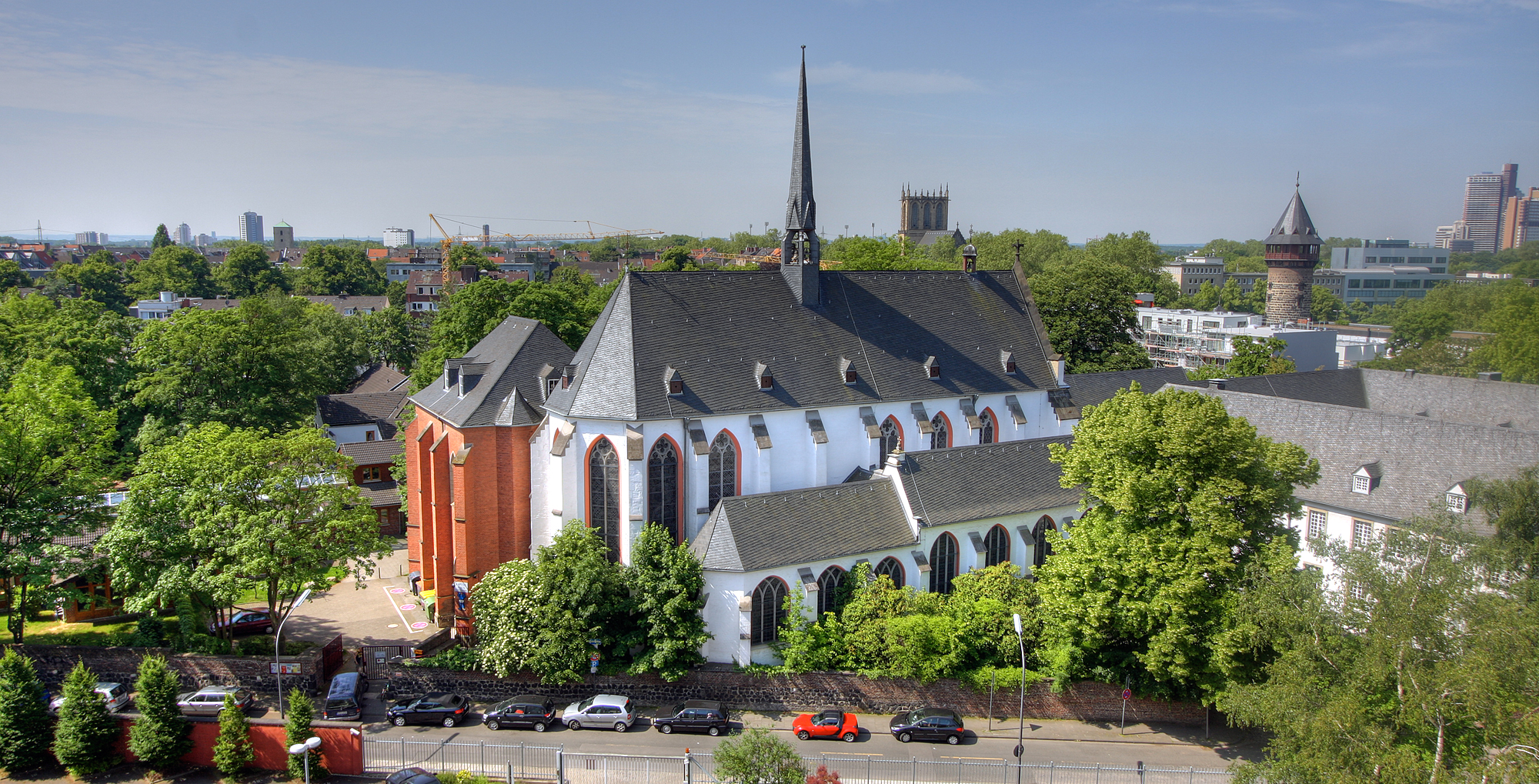
Kartäuserkirche Köln: das angrenzende ehemalige Klostergelände ist heute das „Haus der Evangelischen Kirche“, der Sitz des Evangelischen Kirchenverbands Köln und Region

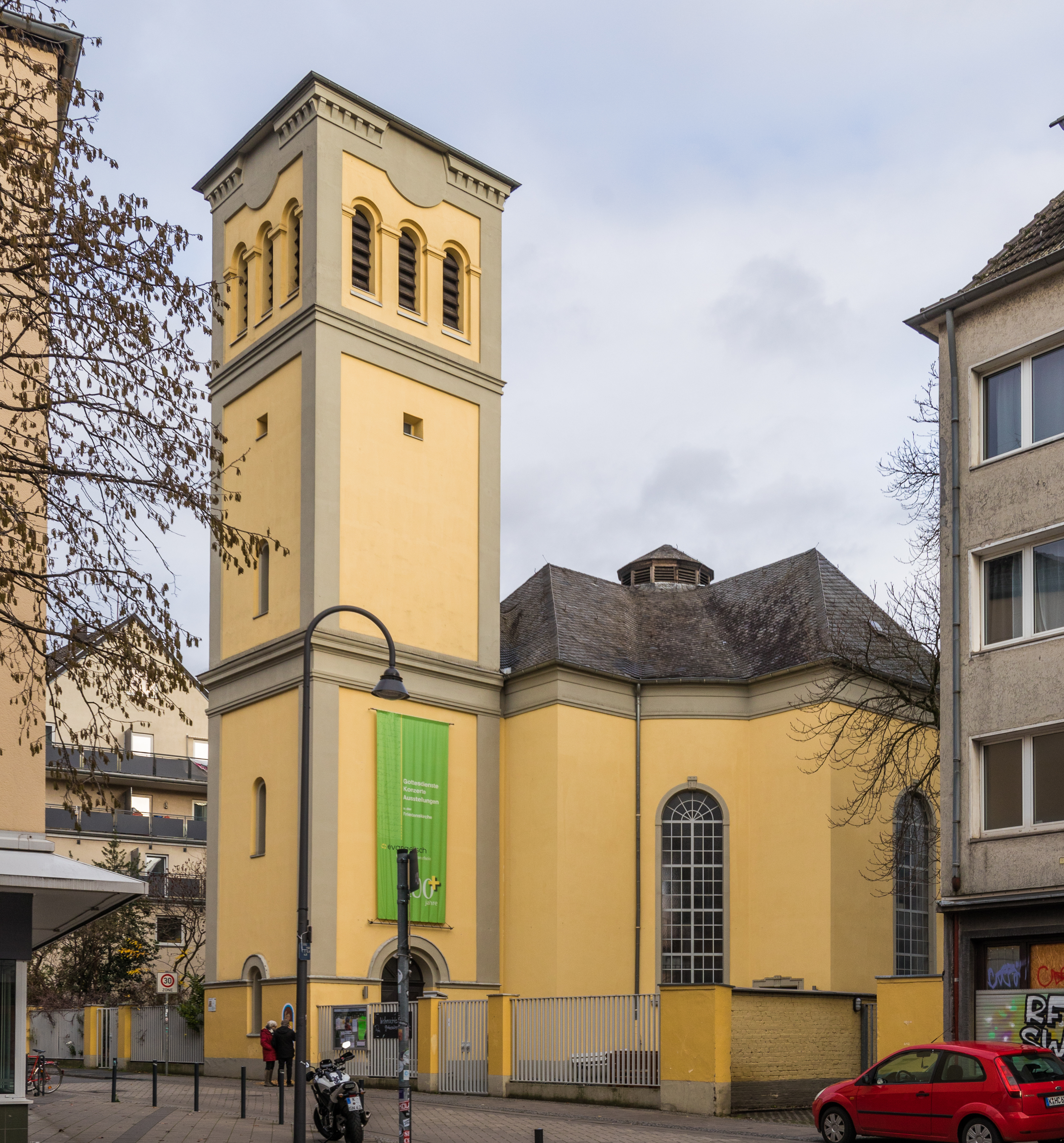
Friedenskirche Mülheim, älteste evangelische Kirche auf Kölner Stadtgebiet

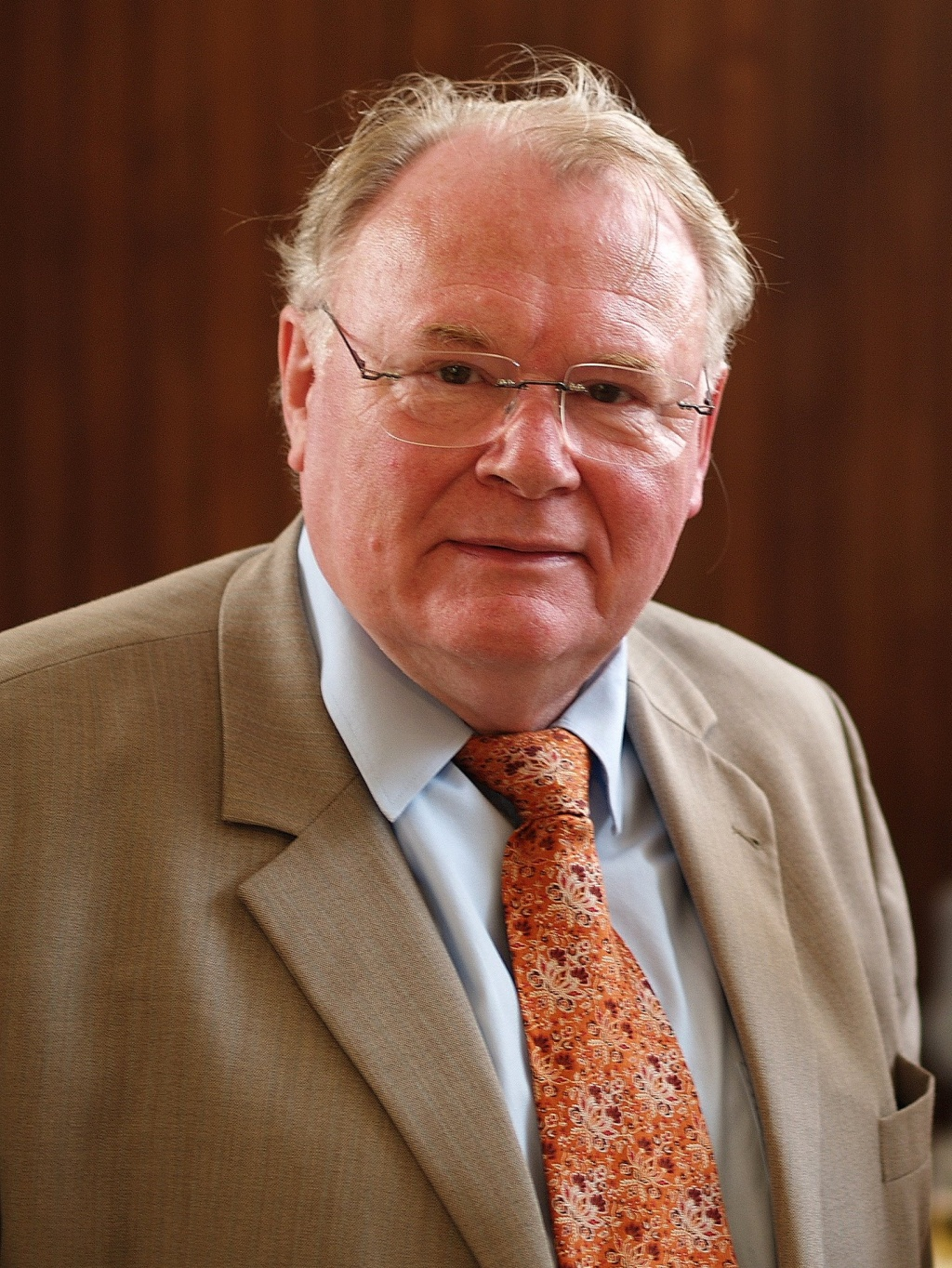
Präses in Ruhe Manfred Kock, ehemaliger Stadtsuperintendent des Evangelischen Stadtkirchenverbands Köln (heute: Evangelischer Kirchenverband Köln und Region) und EKD-Vorsitzender, im Sommer 2005

Mit dem Ende des Zweiten Weltkrieges kam es in Westdeutschland zu großen Flüchtlingsströmen aus den mehrheitlich traditionell protestantisch geprägten Ostgebieten Deutschlands. Dies führte zu einer zweiten großen Expansionswelle der Evangelischen Kirche in Köln und etlichen Gemeindeteilungen. Nach dem Wiederaufbau der alten Predigtstätten baute die Evangelische Gemeinde Köln deshalb neue Kirchen und Gemeindehäuser. So gab es im Jahr 2006 im Stadtgebiet 39 evangelische Gemeinden mit 81 Predigtstätten.
Aus der preußischen Provinzialkirche ging nach dem Zweiten Weltkrieg die Evangelische Kirche im Rheinland hervor. In diesem wurde im April 1934 der „Gesamtverband Evangelischer Kirchengemeinden in Köln“ gegründet, mit der Aufgabe, die Kirchensteuern der Evangelischen Gemeinden im Verbandsgebiet zentral einzuziehen und anschließend solidarisch zu verteilen. Bis dahin wurde die Kirchensteuer nämlich noch von den einzelnen Gemeinden erhoben, was zu sehr unterschiedlichen Einnahmen führte. Der Gesamtverband sorgte dafür, dass das Ungleichgewicht, dass Gemeinden mit ärmeren Einwohnern höhere Beiträge zu zahlen hatten, um die gemeindlichen Aufgaben leisten zu können, aufgehoben wurde.
Das Wachstum der Gemeinden führte dazu, dass auch der Kirchenkreis des Gesamtverbands der Evangelischen Kirchengemeinden in Köln zu groß wurde. Hatte es 1817 noch 7 Gemeinden mit 9 Pfarrstellen und 3500 Gemeindeglieder gegeben, so wurden daraus 1933 19 Gemeinden mit 38 Pfarrstellen und 172000 Gemeindeglieder und 1964 schließlich 48 Gemeinden mit 110 Pfarrstellen und 420000 Gemeindegliedern! Dies wiederum führte 1964 zu dessen Aufteilung und zur Bildung von vier selbständigen evangelischen Kirchenkreisen in Köln und Umgebung: Köln-Mitte, -Nord, -Rechtsrheinisch und -Süd, die zur Rheinischen Landeskirche gehören.
Im gleichen Zug formierten sich die vier Kölner Kirchenkreise 1964 wiederum zum Evangelischen Stadtkirchenverband Köln, der heute namentlich dem Umstand Rechnung trägt, dass auch Gemeinden außerhalb des Stadtgebiets dazu gehören und somit den Namen Evangelischer Kirchenverband Köln und Region trägt. Dessen Aufgabe ist die Wahrnehmung übergemeindlicher Aufgaben. Der Evangelische Kirchenverband Köln und Region unterhält somit aktuell folgende Ämter und Einrichtungen: Amt für Krankenhausseelsorge, Amt für Presse und Kommunikation, Christlich-muslimische Begegnung, Diakonisches Werk Köln und Region, Evangelische Beratungsstelle für Kinder, Jugendliche und Erwachsene, Evangelische Gehörlosenseelsorge Köln, Evangelische Informationsstelle an der Antoniterkirche, Evangelische Rechnungsprüfungsstelle Köln-Bonn-Hessen, Evangelische Seelsorge an der Justizvollzugsanstalt, Evangelische TelefonSeelsorge Köln, Evangelisches Jugendpfarramt, Feuerwehr- und Notfallseelsorge Köln, Frauenreferat Köln, Gemeinschaftsstiftung Diakonie im Evangelischen Kirchenverband Köln und Region, Haus Wiesengrund, MAV – Mitarbeitervertretung, Melanchthon-Akademie, Musik im Evangelischen Kirchenverband Köln und Region, Ökumene im Evangelischen Kirchenverband Köln und Region, Schulreferat und Pfarramt für Berufskollegs Köln, Verbands-Verwaltung.
Der Evangelische Kirchenverband Köln und Region besteht 2011 aus 57 Gemeinden. Ende 2010 zählte der Verband 293.088 Gemeindeglieder.
- Liste der Kirchen im Kirchenkreis Köln-Mitte
- Liste der Kirchen im Kirchenkreis Köln-Süd
- Liste der Kirchen im Kirchenkreis Köln-Rechtsrheinisch
- Liste der Kirchen im Kirchenkreis Köln-Nord

Der Evangelische Kirchenverband Köln und Region ist die mitgliederstärkste Einheit in der Evangelischen Kirche im Rheinland sowie inzwischen der einzige Verband aus Kirchenkreisen – er ist somit ein Unikum. Die vier Kirchenkreise umfassen auch Gemeinden außerhalb des eigentlichen Gebiets der Stadt Köln, aktuell etwa in den Städten Bedburg, Bergheim, Bergisch Gladbach, Brühl, Elsdorf, Erftstadt, Frechen, Hürth, Kerpen, Kürten, Lindlar, Odenthal, Pulheim, Rösrath und Wesseling, sowie partiell in Bornheim, Nörvenich, Overath und Wipperfürth. Aufgrund der speziellen Geschichte der Protestanten in Köln liegen die ältesten Gemeinden des Verbands nicht auf Kölner Stadtgebiet: In Frechen sind seit 1540 Protestanten nachgewiesen, so dass die Evangelische Kirchengemeinde Frechen die älteste evangelische Kirchengemeinde im Kölner Raum ist. Hier steht auch der älteste dezidiert evangelische Kirchbau im Gebiet des Evangelischen Kirchenverbands Köln und Region: der Turm der Evangelischen Kirche Frechen (zwar reicht die Geschichte der Evangelischen Kirche Volberg bis ins Jahr 893 zurück, doch wurde sie dementsprechend nicht speziell für den evangelischen Gottesdienst gebaut. Der Emporensaal der Kirche in ihrer heutigen Erscheinung stammt aus dem Jahr 1788). Als der Pfarrer und alle Gemeindemitglieder 1564 gemeinsam zum evangelischen Glauben konvertierten, war dies das Gründungsdatum der Evangelischen Kirchengemeinde Volberg. In Mülheim sind Protestanten seit 1610 verbrieft – wobei es hier bis zur Kirchenunion im Jahr 1826 je eine reformierte und eine lutherische Gemeinde gab. Die heutige Gemeinde Delling hatte sich 1613 als evangelische Gemeinde gegründet – wenngleich sie zwischenzeitlich mehrfach verboten wurde.
Der Evangelische Kirchenverband Köln und Region ist basisdemokratisch organisiert. Die Entscheidungsgewalt liegt bei den einzelnen Kirchengemeinden und ihren Presbyterien. Diese delegieren jedoch einige Befugnisse auf höhere Ebenen. Die nächsthöhere Ebene ist die Kreissynode, quasi das Kirchenparlament des Kirchenkreises. An der Spitze der vier Evangelischen Kirchenkreise in Köln und Umgebung steht jeweils ein Superintendent. Aus dem Kreis dieser vier Personen wird der Stadtsuperintendent gewählt, der also immer auch in Personalunion Superintendent eines Kölner Kirchenkreises ist. Gewählt wird er von der Verbandsvertretung, quasi das Kirchenparlament auf Verbandsebene. Erster Stadtsuperintendent des Stadtkirchenverbands Köln und Region war Hans Encke. Zu seinen Nachfolgern gehören unter anderem Ernst-Heinz Bachmann, Werner Müller, Kurt Röhrig, Manfred Kock, Karl Schick und Ernst Fey. Seit November 2008 ist Rolf Domning Stadtsuperintendent des Evangelischen Kirchenverbands Köln und Region.

### Deutsche Evangelische Kirchentage 1965 und 2007 in Köln

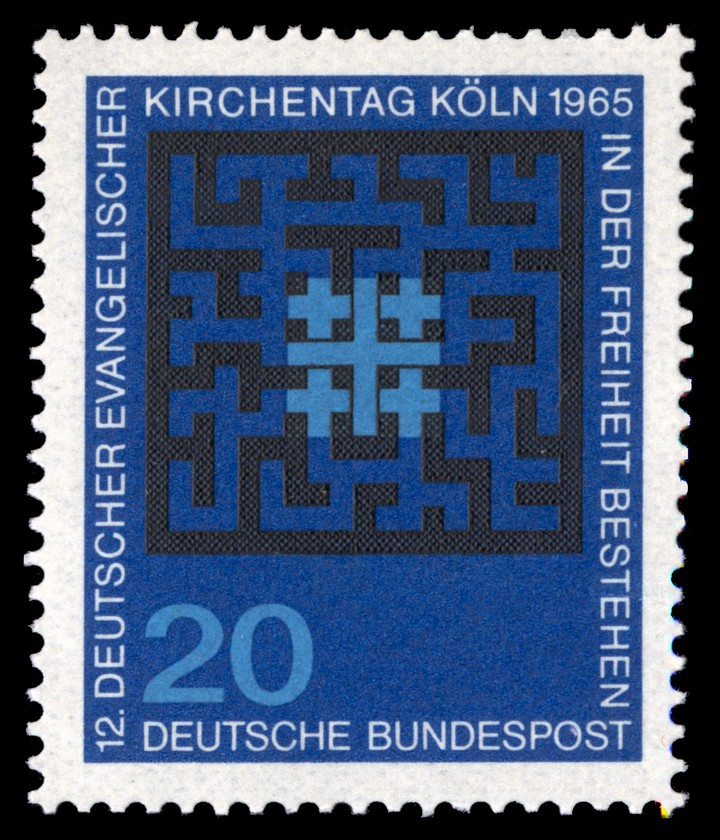
Sondermarke mit dem Logo des Evangelischen Kirchentags 1965 in Köln

In Köln wurden 1965 und 2007 Evangelische Kirchentage durchgeführt.
Das Motto des 12. Evangelischen Kirchentags 1965 lautete „In der Freiheit bestehen“. Präsident des Kirchentags war erstmals Richard von Weizsäcker. Die Veranstaltung fand hauptsächlich in der rechtsrheinischen Kölner Messe statt. Zu den Referenten zählten vom 28. Juli bis 1. August unter anderem der Soziologe Max Horkheimer, der spätere Ministerpräsident und Bundespräsident Johannes Rau, Carl Friedrich von Weizsäcker und Karl Rahner. Bei einem Bertolt-Brecht-Abend trat Lotte Lenya auf. Zur Versammlung auf dem Nordfeld erschien unter anderem Bundeskanzler Ludwig Erhard. Die wichtigsten Beiträge waren die Redebeiträge von Ulrike Meinhof bei der Diskussion Phantasie für Gott. Gottesdienste in neuer Gestalt sowie der Vortrag Kirche ist auch außerhalb der Kirche von Dorothee Sölle.
Motto des 31. Deutschen Evangelischen Kirchentags war vom 6. bis 10. Juni 2007 „Lebendig und kräftig und schärfer“. Zu den Teilnehmenden gehörte unter anderem Bundeskanzlerin Angela Merkel, Bundeskanzleramtschef Thomas de Maizière, Bundesinnenminister Wolfgang Schäuble, Bischöfin Margot Käßmann, der Friedensnobelpreisträger Muhammad Yunus, der südafrikanische Erzbischof Desmond Tutu, der Vorsitzende der Deutschen Bischofskonferenz Karl Kardinal Lehmann und viele andere.
Hauptartikel Deutscher Evangelischer Kirchentag 2007

### Das Politische Nachtgebet
Ab dem Jahr 1968 gestattete das Presbyterium der Evangelischen Gemeinde Köln gegen den ausdrücklichen Widerstand der Landeskirche in Person von Präses Joachim Beckmann einem Kreis um Dorothee Sölle, Fulbert Steffensky, Marie Veit und Klaus Schmidt, in der Antoniterkirche ihre Veranstaltungsreihe Politisches Nachtgebet abzuhalten.